# Marko Vovčok
Marko Vovčok (Марко́ Вовчо́к, rojena: Mariya Vilinskаya, poročena: Markovych, poročena: Lobach-Zhuchenko; 22. 12. 1833–10. 8. 1907) je bila ukrajinska pisateljica ruskih korenin. Psevdonim je pisateljici dal Pantelejmon Kuliš. Njena dela so opisovala zgodovino Ukrajine, v svojih delih je izražala ideje proti tlačanstvu. V 60. letih 19. stoletja je izdala zbirko kratkih zgodb v ukrajinskem jeziku Ljudske povesti (Narodni opovidannia, 1857). Njena dela so oblikovala razvoj kratke zgodbe v ukrajinski književnosti. V 70. letih 19. stoletja se je zapletla v škandal glede prevodov literarnih del, ki je skoraj končal njeno literarno kariero.
Poročena je bila z ukrajinskih etnografom Opanasom Markovychem in z Mikhailom Lobach-Zhuchenkom. Njeno avtorstvo ostaja predmet diskusij, saj nekateri raziskovalci menijo, da je zbirko Ljudske povesti, s katero se je uveljavila v literarnem krogu, napisala skupaj s svojim prvim možem.

## Življenje
Marija Vilinska je bila rojena 1833 v Orjolski oblasti, ki je bila takrat del Ruskega imperija. Njen oče je bil vojaški oficir, mama pa plemkinja. Po očetovi smrti, ko je bila stara 7 let, jo je vzgajala teta, šolala se je v Harkovu in v Orjolu. Leta 1851 se je preselila v Ukrajino in se poročila s svojim prvim možem. Od 1851–1858 sta živela na ozemlju današnje Ukrajine in skupaj z možem, ki je bil etnograf, preučevala ukrajinsko kulturo in jezik.
Leta 1857 je Marija Vilinska izdala zbirko kratkih zgodb Ljudske povesti (Narodni opovidannia).
1859 je odšla v Sankt Peterburg, nato pa se je preselila v srednjo Evropo, kjer je živela v Nemčiji, Franciji, Italiji in Švici. Med leti 1867 in 1878 je ponovno živela v Sankt Peterburgu, kjer je prevajala in pisala v ruščini za ruski tisk, zaradi prepovedi uporabe ukrajinskega jezika. Leta 1878 se je preselila v Severni Kavkaz. Leta 1878 se je ponovno poročila in se zaradi moževe službe naslednjih 30 let selila v različne dele Ruskega imperija.

## Delo
Marija Vilinska je izdala več zbirk kratkih zgodb. Njena prva zbirka kratkih zgodb nosi naslov Ljudske povesti (Narodni opovidannia, 1857), dve leti kasneje je zbrko izdala v ruskem prevodu, ki je nosil ime Ukrajinske ljudske povesti (Ukrainskie narodnye rasskazy, 1859). Zbirka je doživela pozitivno recepcijo tako v ukrajinskem kot v ruskem literarnem krogu. Drugo zbirko kratkih zgodb je izdala leta 1862, leta 1865 pa tretjo. Te zbirke veljajo za najbolj znano in najvplivnejše delo Marije Vilinske.
V svojem delu se je posvečala tematiki tlačanstva, osvobojenih tlačanov ter ukrajinske ljudske pripovedi. V njenih zgodbah so bile glavne osebe pogosto ženske. Ženskim likom je posvečala posebno pozornost ne glede na temo in vsebino zgodb. Pri tem se je osredotočila na življenje žensk znotraj doma ter specifikam, s katerimi so se srečevale kot predstavnice svojega spola. Njeni empatični opisi oseb in življenja tlačanov ter kmečkih žensk so vzbudili pozornost pri bralcih. V zgodbah je opisovala tudi življenje osvobojenih tlačanov, predvsem v domačem okolju, kar se je pogosto prepletalo z ljudskimi pripovedmi v takratnem prostoru in času. Poudarjala je, da čeprav je njihovo življenje težavno, so kljub vsemu srečnejši, ker so svobodni. V ospredje je postavljala like tlačanov in kmetov, medtem ko so liki, ki so spadali v sloj plemstva, ostajali neimenovani (ni jim dajala osebnih imen, poimenovala jih je npr. gospodar ipd.). O tematiki tlačanstva je pisala in objavljala še pred osvoboditvijo tlačanov leta 1861 (Emancipation reform of 1861).

## Kritika
Prvo zbirko kratkih zgodb je izdal uveljavljen ukrajinski pisatelj in literarni kritik P. Kulish. Kulish je menil, da ima Marija Vilinska svetlo prihodnost pri svojem literarnem ustvarjanju in je cenil njeno ustvarjanje v ukrajinskem jeziku. Taras Ševčenko je kot pozitivno izpostavljal njeno pisanje o ukrajinskih tlačanih, posvetil ji je tudi pesem. Ruski pisatelj Ivan Turgenjev je pozitivno ocenil vsebino njenih zgodb ter slog pisanja. Želel je razširiti krog bralcev njenih zgodb, zato je mnoge kratke zgodbe prevedel v ruski jezik. Kritiki so izpostavljali realistične opise tlačanov in kmetov ter kritiko, ki jo je namenjala sloju plemičev. Negativne kritike so izpostavljale, da preveč poudarja negativne poteze v svojih zgodbah ter da želi z njimi pri bralcih oblikovati določen način dojemanja tlačanov.

## Vsebina zgodbePavlo Črnokril
Na začetku zgodbe spoznamo zakonski par, Pavla in Galjo. Pavlo je predstavljen kot mrk mož, deloven, vedno v skrbeh, zamorjen, otožen, mračen. Avtorica je v pripovedi zapisala: “On je bil resen človek in vedno nekako otožen in mračen; njegovo srce je bilo nepopisno razdražljivo. Govoril ni mnogo, a kadar je začel govoriti, je kipela njegova beseda samega ognja in plamena. Po vnanjosti je bil lepe postave in črnokož.” 
V nasprotju z njim je bila Galja vedno dobro volje, optimistična, ustrežljiva do svojega moža: “Ona je bila mlada, dražestna in mila, jasnih oči, veselega srca. Okoli moža se je sukala liki lehkokrila ptička. In kako živa, neugnana je bila! Ustajala je prej nego dan. Jutranja zarja jo je že vsak dan našla na delu, katero si je sladila s petjem, da, sosedke je dramila s svojim glasom.”
Živela sta preprosto kmečko življenje na vasi. Nekega dne je moral Pavlo na tlako na bližnje posestvo in je tam spoznal Varko, ki je bila del osebja na posestvu. Ko jo je prvič zagledal je jokala in objokovala svojo usodo, bila je sirota, daleč od svojega doma, tožila je nad težkim življenjem. Skratka v svojem doživljanju je bila zelo podobna Pavlu. Začela sta se vsak dan sestajati in se zaljubila. Pavlo ji sprva ni povedal, da je poročen, ko pa ji pove, sta že zaljubljena in je za Varko prepozno, da bi se od njega oddaljila.
Galja kot razumevajoča, zaupljiva žena sicer opazi spremembe v moževem obnašanju, vendar to pripiše njegovemu značaju. Do njega ostaja ljubezniva in ustrežljiva, kar Pavlo vedno težje prenaša. Galja zboli in skoraj umre, česar si Pavlo in Varka želita. Ko okreva sta oba žalostna in celo jezna. Pavlo ne zmore več notranjih bojev med željo po ljubezni in življenjem z ženo, ki je ne mara več. In po tem, ko mu Varka naroči, naj ubije svojo ženo, to tudi stori. Že čez teden dni se poroči z Varko. 

Varka in Pavlo nista srečna. Kljub temu, da sta si lahko privoščila novo kmetijo, jo zanemarjata. Varka se raje udeležuje zabav na posestvu, kjer je bila zaposlena in ne mara hoditi domov ter za svoj dom skrbeti. Daje jo preganjavica, zakonca se v vasi z nikomer ne družita, saj se bojita, da bo kdo posumil, kaj se je zgodilo. Sedaj je Varka tista, ki jo vse skrbi, Pavlo pa jo tolaži in ji prigovarja naj pozabi na preteklost. Ko Pavlo ne zmore več pritiskov, pred sovaščani prizna, da je umoril svojo ženo. Zdravnik ga razglasi za neprištevnega, tako do konca življenja živi odtujen od ljudi. Je del skupnosti, vendar kot pasiven opazovalec, ne želi biti sam, zato je vesel vsakega človeka, ki ga ogovori. Do konca življenja ga preganjajo njegova dejanja. S psihičnim zlomom začne tudi telesno propadanje, hitro se stara, kmalu zboli in umre. Varko po priznanju pošljejo v drugo mesto in tam naj bi pozabila na vse te dogodke, bila naj bi čila in zdrava in si iskala drugega moža.